# ݸ
Wāw petit chiffre deux suscrit ‹ ݸ › est une lettre additionnelle de l’alphabet arabe utilisée dans l’écriture du bourouchaski. Elle est composée d’un wāw ‹ و › diacrité d’un petit chiffre deux ‹ ۲ › suscrit.

## Utilisation
En bourouchaski, ‹ ݸ › représente une voyelle mi-fermée postérieure arrondie brève [o] portant généralement l’accent tonique.